# Powstanie benderskie

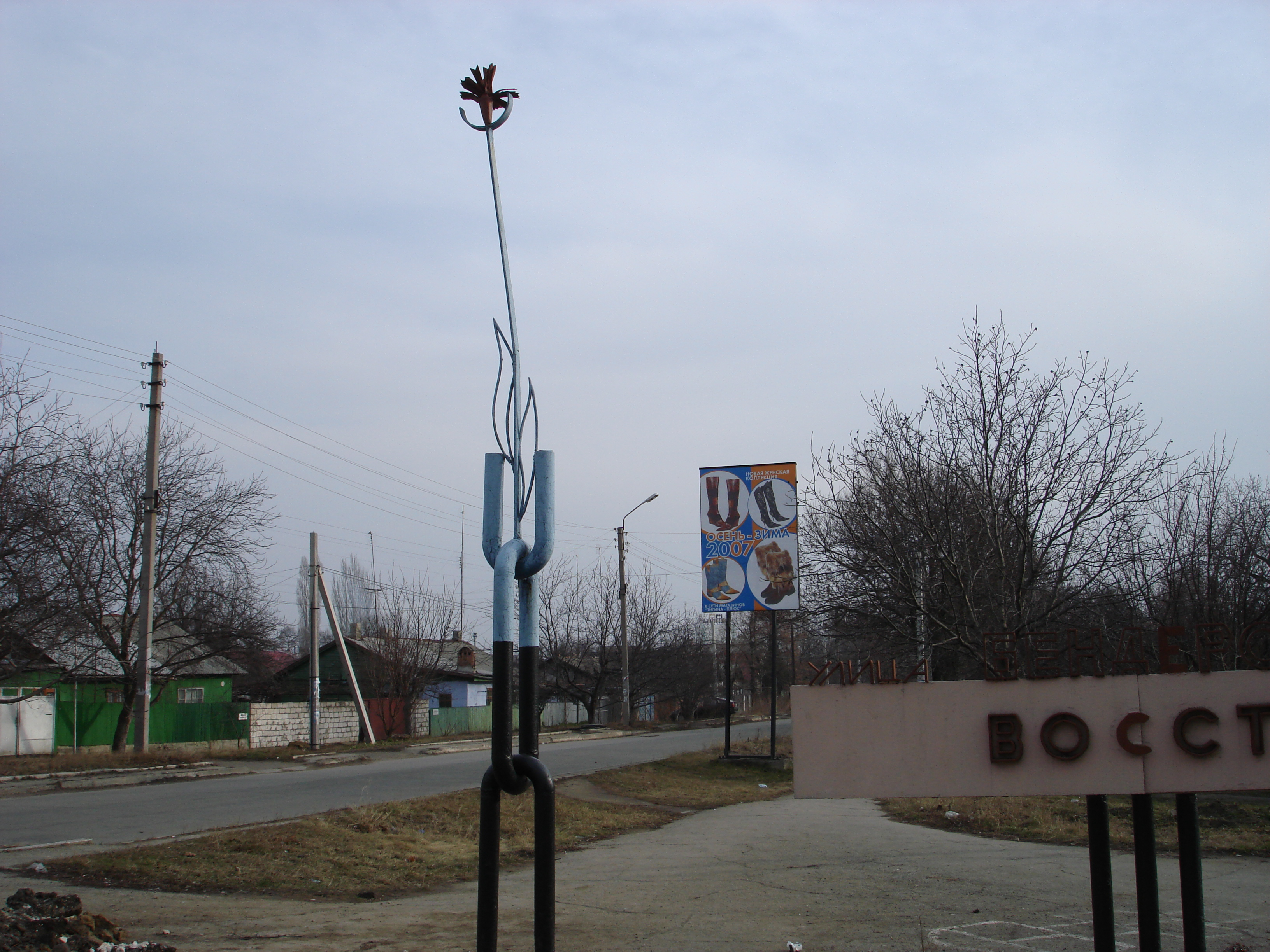
Znak pamięci powstania na ulicy w Benderach noszącej jego nazwę

Powstanie benderskie (ros. Бендерское восстание, rum. Răscoala de la Tighina) – zbrojne wystąpienie w Benderach 27 maja 1919 r., kierowane przez miejscowych bolszewików. Jego celem było ustanowienie władzy bolszewickiej w Besarabii i oderwanie regionu od Rumunii, w której granicach znalazł się rok wcześniej.

## Tło wydarzeń
W październiku 1917 r. w Besarabii ukonstytuowała się Rada Kraju, która ogłosiła dwa miesiące później autonomię regionu w granicach Rosji, a następnie, w styczniu 1918 r., niepodległość Mołdawskiej Republiki Demokratycznej. Jednak na przełomie lat 1917 i 1918 do Besarabii zaczęły wkraczać wojska Rumunii, podając jako pretekst konieczność zabezpieczenia linii zaopatrzeniowych przed przestępcami i rosnącymi w siłę besarabskimi bolszewikami. Rumuni wkroczyli w połowie stycznia 1918 r. do Kiszyniowa, pokonując w mieście oddziały bolszewickie, zaś do końca miesiąca wyparli całość ich sił za Dniestr. Interwencję rumuńską popierała Ententa oraz część czołowych mołdawskich działaczy (Pantelimon Halippa, Ion Inculeț), obawiający się wzrostu znaczenia bolszewików. W marcu 1918 r. Rada Kraju zgodziła się na przyłączenie Mołdawii do Rumunii, chociaż zdania deputowanych w tej kwestii były do końca podzielone. Unia Rumunii i Mołdawii została faktycznie ogłoszona w czerwcu tego samego roku. Rząd rumuński zapowiadał, że zwróci prowincję Rosji, jednak korzystając z dalszego rozwoju wydarzeń w tym kraju (wybuchu wojny domowej) nie zrealizował tej obietnicy. 
Armii rumuńskiej wkraczającej do Bender na początku 1918 r. stawili opór miejscowi robotnicy kolejowi, sympatyzujący z bolszewikami i opowiadający się za rewolucją październikową. Bitwa o miasto trwała od 15 do 25 stycznia i zakończyła się zwycięstwem Rumunów, którzy następnie rozstrzelali część wziętych do niewoli robotników w pobliżu benderskiej stacji kolejowej.
Rząd rumuński niezwłocznie przystąpił do działań na rzecz pełnej rumunizacji regionu, które - wobec braku kadr i ograniczonych funduszy - nie przynosiły efektów. Władze rumuńskie okazały się brutalne, skorumpowane i niekompetentne. Wśród nierumuńskiej ludności Besarabii (Rosjanie, Ukraińcy, Żydzi, Gagauzi, Bułgarzy) rządy rumuńskie były skrajnie niepopularne. Równocześnie ludność mówiącą językiem rumuńskim (mołdawskim) cechowała polityczna bierność, brak wykształcenia i świadomości narodowej. Opór ludności Besarabii przeciwko polityce Rumunii był na tyle znaczny, że od wkroczenia wojska w 1918 r. przez dziesięć lat w prowincji utrzymywany był stan oblężenia, dający rozszerzone kompetencje policji i ograniczający prawa obywatelskie.    
Bolszewicka Rosja, deklarując chęć pokojowego uregulowania „kwestii besarabskiej”, równocześnie starała się wykorzystać te nastroje dla rozszerzenia rewolucji. W tym celu kierowała działaczy bolszewickich przez granicę z Rumunią, zwłaszcza na besarabską wieś, w celu prowadzenia komunistycznej agitacji.    

## Powstanie w Benderach

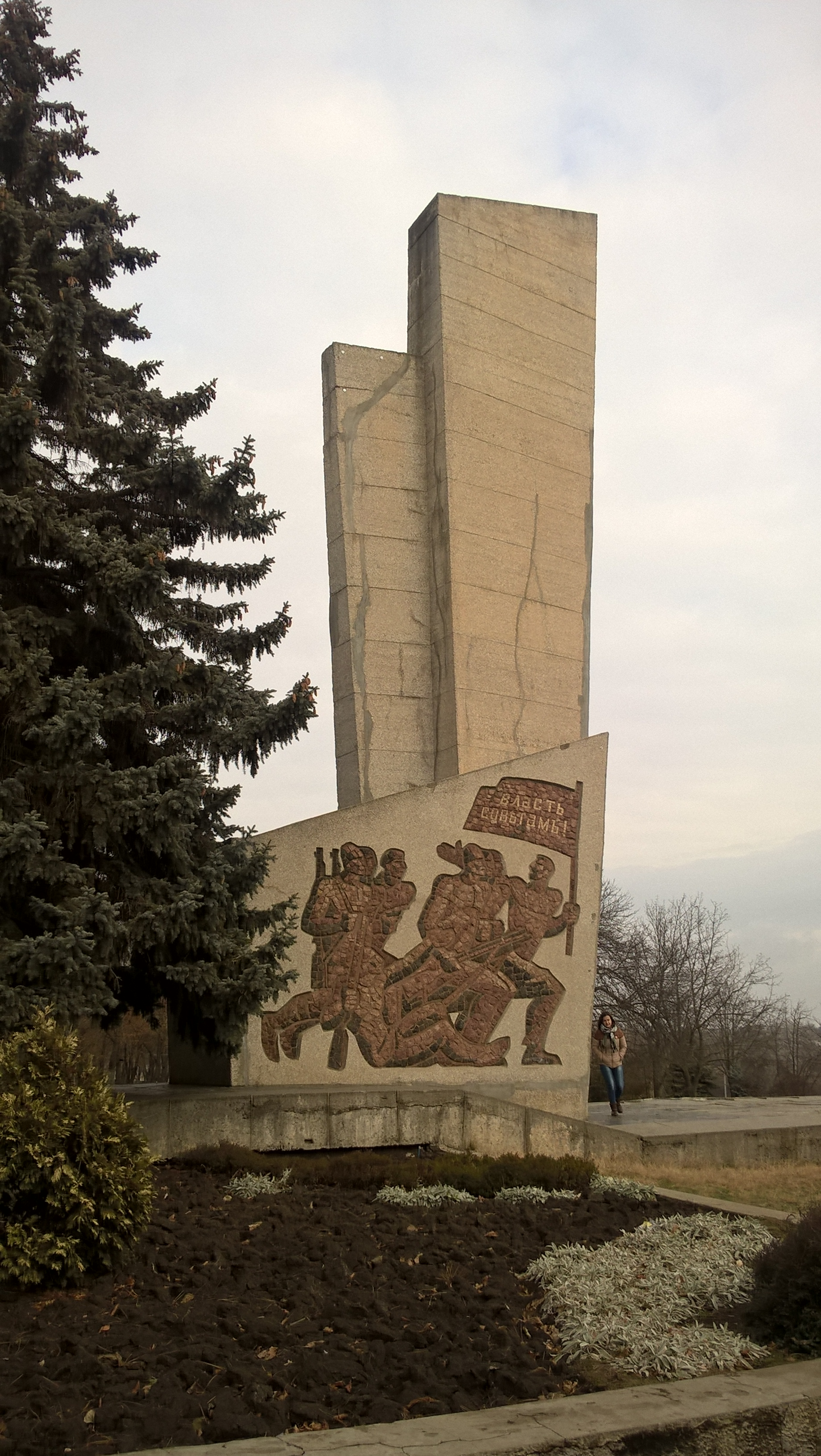
Pomnik powstania odsłonięty w 1969 r. nad Dniestrem

Zbrojne wystąpienie w Benderach było jednym z trzech największych powstań przeciwko władzy rumuńskiej, zainspirowanych przez bolszewików w miastach Besarabii, obok powstania chocimskiego w styczniu 1919 r. i powstania tatarbunarskiego w r. 1924. Decyzję o wszczęciu walki podjęli uczestnicy nielegalnej konferencji partyjnej w Benderach, zebrani na tzw. daczy Flemmera (obecnie ul. Morozowa 25) prawdopodobnie bez uzgodnienia swoich planów z wyższą instancją partyjną. Wśród głównych inicjatorów powstania wymienia się Iwana Kriworukowa, stojącego na czele rządu Besarabskiej Republiki Radzieckiej. 
Besarabscy bolszewicy liczyli, że w organizacji wystąpień w regionie pomogą im znacznie poważniejsze siły dowodzone przez Matwija Hryhorjewa, watażkę walczącego po stronie czerwonych w rosyjskiej wojnie domowej, który w kwietniu 1919 r. zdobył Chersoń, Mikołajów i Odessę. Rozkaz marszu na Besarabię wydał Hryhorjewowi na początku maja 1919 r. osobiście Władimir Antonow-Owsiejenko, dowódca Frontu Ukraińskiego Armii Czerwonej. Jednak zamiast go wykonać, Hryhorjew wypowiedział posłuszeństwo Armii Czerwonej i zbuntował się przeciwko bolszewikom. Ponadto jednostki, które dowództwo Armii Czerwonej zamierzało skierować nad Dniestr, musiały zostać użyte do próby odparcia ofensywy Sił Zbrojnych Południa Rosji w Donbasie. Mimo to bunt, którego celem było wyparcie Rumunów z miasta i ustanowienie władzy bolszewików, wybuchł 27 maja. 
Rozpoczęły go jednostki Czerwonej Gwardii, złożone z robotników kolejowych z Bender, dowodzone przez Grigorija Starego (Borisowa), który był również dowódcą nieudanej obrony rok wcześniej i kierował nielegalną organizacją partyjną w mieście. Dołączyła do nich grupa 150 żołnierzy 5 dywizji strzeleckiej 3 Armii Ukraińskiej pod dowództwem Czernikowa. Według P. Szornikowa rumuńska Siguranta szacowała liczbę żołnierzy przybyłych zza Dniestru nawet na 500-600 osób.
Powstańcy przejęli kontrolę nad stacją kolejową w Benderach, budynkami poczty i telegrafu, a według niektórych rosyjskich źródeł nawet nad całym miastem. Zdołali zmusić do kapitulacji garnizon twierdzy benderskiej. Jednak jeszcze tego samego dnia zostali wyparci przez dodatkowo przybyłe do miasta oddziały rumuńskie i interwencyjne oddziały francuskie. Według wspomnień Kriworukowa wobec nieudolności rumuńskich oficerów to Francuzi przejęli dowództwo nad pacyfikacją. Bunt został krwawo stłumiony. Część powstańców uciekła z Rumunii na drugą stronę Dniestru, jednak przynajmniej 150 osób zostało pojmanych i rozstrzelanych. Podczas walk doszło do przechodzenia francuskich żołnierzy 58 awiniońskiego pułku piechoty na stronę bolszewików. Żołnierze ci ułatwili powstańcom ucieczkę z Bender przez Dniestr.
Sam Kriworukow wspominał następnie, że powstanie, jako źle przygotowane i rozpoczęte bez żadnego planu, nie miało szans powodzenia.

## Upamiętnienie
W Benderach z okazji 50. rocznicy powstania wzniesiono pomnik bojowników o władzę radziecką, usytuowany w miejscu, gdzie przez Dniestr przeprawił się oddział żołnierzy 3 Armii Ukraińskiej z wsparciem dla Czerwonej Gwardii. Bunt upamiętnia również ulica w mieście.